# Constant Joacim
Constant Joacim (* 3. März 1908 in Berchem; † 12. Juni 1979 in Blankenberge) war ein belgischer Fußballspieler auf der Position eines Abwehrspielers. Er nahm an der Fußball-Weltmeisterschaft 1934 teil.

## Laufbahn

### Verein
Joacim begann in Antwerpen beim Royal Scaldis SC mit dem Fußballspielen. Er wechselte 1929 in den Seniorenbereich zu Berchem Sport in die erste belgische Division. 1931 belegte er mit Berchem den dritten Platz. Zwei Spielzeiten später stieg er mit dem Klub in die zweite Division ab.  Es gelang der unmittelbare Wiederaufstieg. Da sich Berchem in finanziellen Schwierigkeiten befand, wechselte Joacim 1935 zum ambitionierten ROC Charleroi-Marchienne in die dritte Liga.
In den folgenden beiden Jahren schaffte Charleroi den Aufstieg in die zweite Division und den Durchmarsch in die oberste Spielklasse. Aufgrund des Zweiten Weltkriegs ruhte der Spielbetrieb ab 1939 für zwei Jahre. Bei der Wiederaufnahme 1941 war Joacim für den damaligen Erstligisten RFC Tilleur aktiv. 1943 schloss er sich für eine Saison dem unterklassigen VV Overpelt Fabriek an, wo er 1944 seine Spielerkarriere beendete.

### Nationalmannschaft
Zwischen 1931 und 1937 bestritt Joacim elf Spiele für die belgische Nationalmannschaft, in denen er ohne Torerfolg blieb. Er stand im belgischen Aufgebot für die Fußball-Weltmeisterschaft 1934 in Italien, wo er bei der 2:5-Niederlage im Spiel gegen Deutschland zum Einsatz kam.